# Hugh Price Hughes
Pour les articles homonymes, voir Hughes.
Hugh Price Hughes (8 février 1847 - 17 novembre 1902)  est un prêtre méthodiste gallois et un réformateur religieux de tradition méthodiste. Il occupe plusieurs postes de direction au sein de l'Église méthodiste wesleyenne. Il organise la West London Methodist Mission, une organisation méthodiste clé aujourd'hui. Reconnu comme l'un des plus grands orateurs de son époque, Hughes fonde et dirige un journal influent, le Methodist Times en 1885. Ses éditoriaux aident à convaincre les méthodistes de rompre leur soutien de longue date aux conservateurs et de soutenir le Parti libéral plus moraliste, que d'autres protestants non conformistes soutenaient déjà.

## Biographie
Hughes est né à Carmarthen et fait ses études au Richmond Theological College et à l'University College de Londres. Sa sœur, Elizabeth Phillips Hughes, dirige le Cambridge Training College. Il épouse Katherine Hughes (née Barrett). En 1885, il fonde le Methodist Times et, en 1887, il est nommé surintendant de la West London Methodist Mission. Son épouse Katherine organise et dirige les innovantes Sisters of the People, des bénévoles en travail social attachés à la West London Mission . En 1896, il est élu premier président du Conseil national des Églises évangéliques libres, une organisation qu'il a contribué à créer. En 1898, il est élu président de la Conférence méthodiste wesleyenne pour un mandat d'un an.
Hughes devient leader du Forward Movement méthodiste, qui cherche à remodeler l'Église méthodiste en tant que conscience morale et sociale de la Grande-Bretagne. Plus tard, il étend cette idée à l'ensemble des Églises libres non conformistes. Il craint que la tradition évangélique non anglicane soit devenue trop centrée sur le salut individuel, et estime qu'il est temps pour les méthodistes, les baptistes, les congrégationalistes, les  presbytériens et les quakers de devenir des églises au sens plus complet, assumant la responsabilité du salut de la société . Ces idées sont exprimées dans ses sermons publiés. Dans son premier livre de sermons, intitulé Christianisme social, il déclare : « C'est parce que l'esprit du Christ n'a pas été introduit dans la vie publique que l'Europe se trouve aujourd'hui dans une situation périlleuse. . . Mon souhait est d'appliquer le christianisme à tous les aspects de la vie." 
Hughes amène les méthodistes dans la coalition du Parti libéral, loin des penchants conservateurs des anciens dirigeants méthodistes ,. Son activisme incarne le concept de « conscience anticonformiste » . En tant que réformateur, Hughes est un leader pour la tempérance et pour l'abrogation des lois sur les maladies contagieuses. Il est également un ardent défenseur de l'éducation publique non confessionnelle et de la paix internationale. Il soutient fortement le Irish Home Rule de Gladstone. Après que la révélation de l'adultère du leader nationaliste irlandais Charles Stewart Parnell avec Katharine O'Shea, Hughes déclare que les non-conformistes anglais ne soutiendraient plus la cause irlandaise si son leader est un adultère avéré. Cette menace conduit Gladstone à déclarer qu'il ne pouvait pas rester à la tête des libéraux si Parnell continuait à diriger les nationalistes, précipitant ainsi la scission du parti.
Il meurt chez lui à Londres le 17 novembre 1902 des suites d'un accident vasculaire cérébral et est inhumé le 21 novembre au cimetière de Highgate.

## Famille
Le 20 août 1873, il épouse Mary Katherine Howard, fille du révérend. Alfred Barrett, gouverneur du Richmond Theological College ; ils ont deux fils et deux filles. Après sa mort, son épouse continue le travail à la mission londonienne et reçoit un CBE en 1938.